# Winston-Salem Open 2016 - Qualificazioni singolare
Le qualificazioni del singolare del Winston-Salem Open 2016 sono state un torneo di tennis preliminare per accedere alla fase finale della manifestazione. I vincitori dell'ultimo turno sono entrati di diritto nel tabellone principale. In caso di ritiro di uno o più giocatori aventi diritto a questi sono subentrati i lucky loser, ossia i giocatori che hanno perso nell'ultimo turno ma che avevano una classifica più alta rispetto agli altri partecipanti che avevano comunque perso nel turno finale.

## Teste di serie
1. Yoshihito Nishioka (qualificato)
2. Radu Albot (qualificato)
3. Michael Berrer (ultimo turno)
4. James Duckworth (qualificato)

1. Alejandro Falla (primo turno, ritirato)
2. James McGee (qualificato)
3. Liam Broady (ultimo turno)
4. Tim van Rijthoven (ultimo turno, Lucky loser)

## Qualificati
1. Yoshihito Nishioka
2. Radu Albot

1. James McGee
2. James Duckworth

### Lucky loser
1. Tim van Rijthoven

## Tabellone

### Legenda
| - Q = Qualificato - WC = Wild card - LL = Lucky loser | - ALT = Alternate - SE = Special Exempt - PR = Protected Ranking | - w/o = Walkover - r = Ritirato - d = Squalificato |

### Sezione 1
|  | Primo turno | Primo turno        | Primo turno        | Primo turno | Primo turno |  |  | Ultimo turno | Ultimo turno       | Ultimo turno       | Ultimo turno | Ultimo turno |  |
|  |             |                    |                    |             |             |  |  |              |                    |                    |              |              |  |
|  | 1           | Yoshihito Nishioka | Yoshihito Nishioka | 6           | 6           |  |  |              |                    |                    |              |              |  |
|  |             | Łukasz Kubot       | Łukasz Kubot       | 4           | 4           |  |  | 1            | Yoshihito Nishioka | Yoshihito Nishioka | 6            | 6            |  |
|  | WC          | Dennis Uspensky    | 6                  | 1           | 2           |  |  | 7            | Liam Broady        | Liam Broady        | 2            | 1            |  |
|  | 7           | Liam Broady        | 2                  | 6           | 6           |  |  |              |                    |                    |              |              |  |

### Sezione 2
|  | Primo turno | Primo turno       | Primo turno | Primo turno | Primo turno |  |  | Ultimo turno | Ultimo turno      | Ultimo turno      | Ultimo turno | Ultimo turno |  |
|  |             |                   |             |             |             |  |  |              |                   |                   |              |              |  |
|  | 2           | Radu Albot        | Radu Albot  | 6           | 7           |  |  |              |                   |                   |              |              |  |
|  |             | Wil Spencer       | Wil Spencer | 3           | 5           |  |  | 2            | Radu Albot        | Radu Albot        | 6            | 6            |  |
|  | WC          | Skander Mansouri  | 3           | 6           | 2           |  |  | 8            | Tim van Rijthoven | Tim van Rijthoven | 3            | 2            |  |
|  | 8           | Tim van Rijthoven | 6           | 4           | 6           |  |  |              |                   |                   |              |              |  |

### Sezione 3
|  | Primo turno | Primo turno        | Primo turno        | Primo turno | Primo turno |  |  | Ultimo turno | Ultimo turno   | Ultimo turno   | Ultimo turno | Ultimo turno |  |
|  |             |                    |                    |             |             |  |  |              |                |                |              |              |  |
|  | 3           | Michael Berrer     | 5                  | 6           | 7           |  |  |              |                |                |              |              |  |
|  | Alt         | Matwé Middelkoop   | 7                  | 4           | 62          |  |  | 3            | Michael Berrer | Michael Berrer | 3            | 2            |  |
|  |             | Mackenzie McDonald | Mackenzie McDonald | 63          | 3           |  |  | 6            | James McGee    | James McGee    | 6            | 6            |  |
|  | 6           | James McGee        | James McGee        | 7           | 6           |  |  |              |                |                |              |              |  |

### Sezione 4
|  | Primo turno | Primo turno       | Primo turno       | Primo turno | Primo turno |  |  | Ultimo turno | Ultimo turno      | Ultimo turno      | Ultimo turno | Ultimo turno |  |
|  |             |                   |                   |             |             |  |  |              |                   |                   |              |              |  |
|  | 4           | James Duckworth   | James Duckworth   | 6           | 6           |  |  |              |                   |                   |              |              |  |
|  |             | Michael Mmoh      | Michael Mmoh      | 3           | 4           |  |  | 4            | James Duckworth   | James Duckworth   | 6            | 6            |  |
|  | Alt         | Petros Chrysochos | Petros Chrysochos | 6           |             |  |  | Alt          | Petros Chrysochos | Petros Chrysochos | 2            | 2            |  |
|  | 5           | Alejandro Falla   | Alejandro Falla   | 4           | r           |  |  |              |                   |                   |              |              |  |